# Scutosaurus
Scutosaurus ("Sköldreptil") är ett utdött släkte av bepansrade pareiasaurier som levde för cirka 252-248 miljoner år sedan i Ryssland, under den senare permperioden. Namnet kommer från dess benplåtar som är utspridda över stora delar av kroppen. Den var en stor anapsid reptil som var tvungen att ha bastanta ben som skulle bära upp dess tunga vikt.  

## Paleobiologi

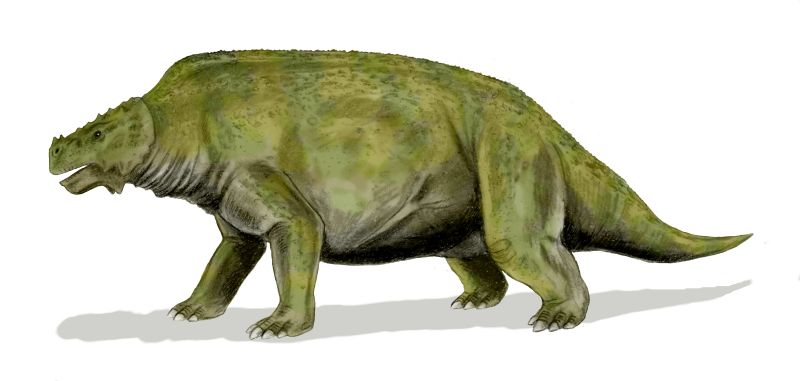
S. karpinskii från Ryssland

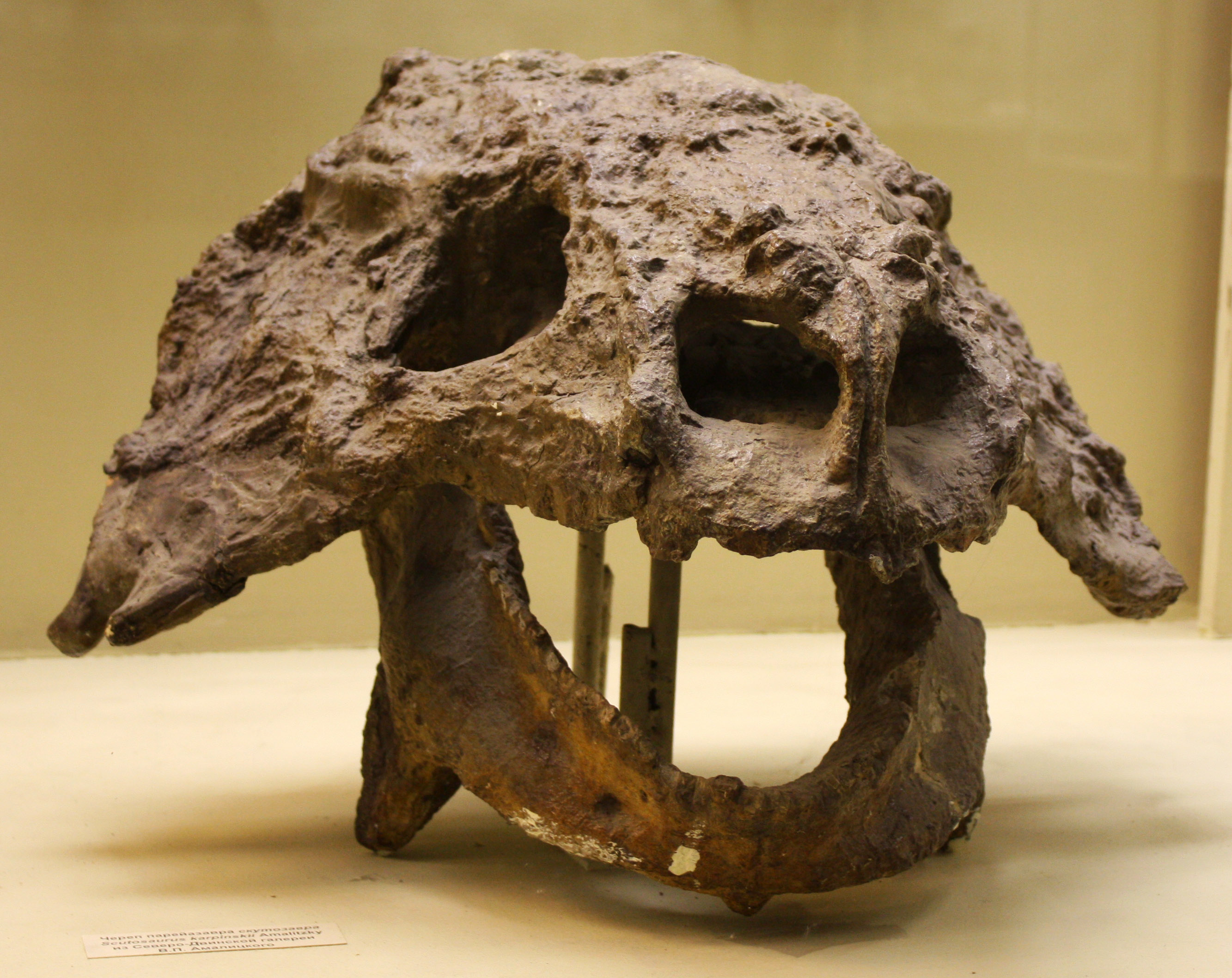
ett kranium av Scutosaurus

Scutosaurus var en massivt byggd reptil som kunde bli upp till 2,5 meter lång. Den hade beniga plattor som skydd samt några dekorativa piggar på huvudet. Trots att den var relativt liten vägde den mycket, och eftersom den hade korta ben kunde den bara springa en kort stund, vilket var en nackdel när den blev attackerad av ett stort rovdjur. För att försvara sig hade Scutosaurus ett tjockt skelett omgivet av starka muskler, särskilt i nackområdet. Under huden hade den flera rader av benplattor som fungerade som en sorts ringväv.
Scutosaurus var växtätare och strövade runt i stora områden i jakt efter färsk föda. De levde troligen i närheten av flodbankar och flodslätter, eftersom växterna växte sig stora och saftiga där. Vattnet var också en fördel, om det skulle bli torka skulle vattnet vara en sista resurs för föda och vätska. Tänderna var tillplattade och användes till att mala födan som den åt, mestadels löv och gräs. Scutosaurus kanske levde ensam eller i mycket små flockar, för att undvika att alltför många individer åt upp all föda och sedan svalt ihjäl.
Den hade stora kindben som kunde användas till att kommunicera med andra individer genom att slå ihop käkbenen hastigt. Scutosaurus använde troligen ljuden för att locka till sig en partner eller för att varna för rovdjur.

## Scutosaurus i populärkulturen

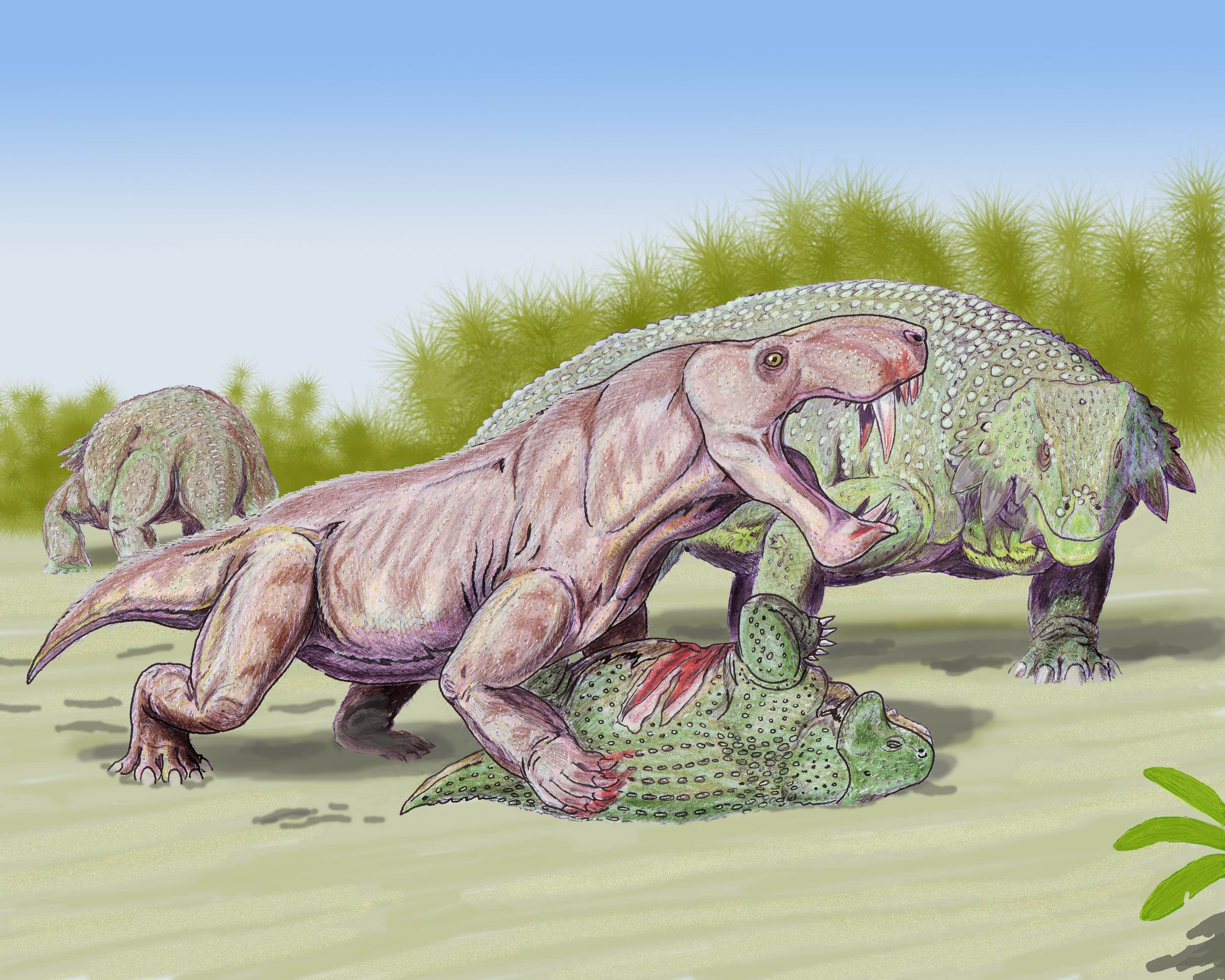
illustration, en Inostrancevia latifrons attackerar en Scutosaurus karpinskii

Scutosaurus visades i tv-serien Monstrens tid - Livet före dinosaurierna, där beskrivs den som ett socialt djur som migrerar i grupp. Scutosaurus skulle vara huvudbytet för  gorgonopsid, men sedan fick man reda på att den var felaktigt identifierad som en gorgonops. Det var högst osannolikt att gorgonops jagade dessa växtätare eftersom de var inhemska i området i Gondwana som är dagens Sydafrika, medan Scutosaurus levde i området Laurasia som är dagens Sibirien. Det är möjligt att besläktade djur, till exempel den ryska Inostrancevia hade jagat Scutosaurus som föda.